# 야마모리촌
야마모리촌(山守村)은 일본 돗토리현 도하쿠군에 설치되었던 촌이다. 현재의 구라요시시의 일부에 해당한다.

## 역사
- 1889년 10월 1일 - 정촌제 시행에 의해 구메군 야마모리촌이 성립하였다.
- 1896년 4월 1일 - 군 통합에 의해 도하쿠군에 소속되었다.
- 1953년 4월 1일 - 야오쿠리촌, 미나미다니촌과 합병해 세키가네정이 성립하여, 동일 야마모리촌은 폐지되었다.

## 참고문헌
- 角川日本地名大辞典 31 鳥取県
- 『市町村名変遷辞典』東京堂出版、1990年。